# Mathildegang
De Mathildegang is een doodlopend straatje in de Belgische stad Leuven. Tegenwoordig is het mogelijk om erin te wandelen en langs een ander punt terug op de Dagobertstraat uit te komen. Sinds 2015 is het ook mogelijk om via de parktuin van het nieuwbouwproject The Village (Leuven) door te steken naar de Burgemeestersstraat.
De naam werd voorgesteld door stadsarchivaris Edward Van Even. Mathilde van Ierland was mogelijk de vrouw van de Merovingische koning Dagobert II.
De straat ligt zoals alle andere straten binnen de stadsring in een zone 30. Oorspronkelijk was het een veldweg die doorliep tot aan de Tiensestraat.